# Online-Bibel
Die Online-Bibel (kurz OLB) ist ein freies Bibelprogramm, das von Larry Pierce aus Ontario programmiert wird. Trotz des Namens handelt es sich nicht um eine Internet-Bibel, sondern um ein lokales Computerprogramm mit vielfältigen Funktionen zum Studium der Bibel.

## Entstehung
Das PC Bibel-Programm Online-Bibel wurde 1987 als DOS-Anwendung in Kanada erstmals veröffentlicht, es war eines der ersten Bibelprogramme auf dem Markt. Seit 1990 wurde das Programm für die großen europäischen Sprachgruppen adaptiert. Unter Online wurde damals der direkte, programmgestützte Zugriff auf Bibelstellen und die damit verlinkten Parallelstellen und Kommentare verstanden.

## Lieferumfang
Die Online-Bibel ist ein modulares Bibelprogramm mit vielen Bibelübersetzungen, Kommentaren, Büchern und Lexika für alle Arten von Computern und Betriebssystemen. Es macht Bibeln in vielen Sprachen am Computer parallel zugänglich. Es gibt über 1500 Module, davon etwa 800 Module im freien Download. Die Online-Bibel gibt es in einer freien Version. Sie kann auch einmalig käuflich erworben werden in einer lizenzierten Version auf DVD, auf der sich zusätzliche Module befinden, die ohne Lizenz nicht im freien Download angeboten werden dürfen. Weiterhin kann sie im Abonnement gekauft werden, bei dem der Benutzer in regelmäßigen Abständen neue Versionen und aktualisierte Module zugesandt bekommt.

## Funktionen
- Elektronische Studienbibel mit vollständiger Konkordanzfunktion
- Interlinearfunktion beliebig vieler Übersetzungen
- Hebräische und griechische Grundtexte mit Angaben zu Wortformen und Grammatik
- Griechische Grundtexte mit textkritischem Apparat aus dem Novum Testamentum Graece (Westcott-Hort/Nestle-Aland 26)
- Über 660.000 Parallelstellen erlauben Schrift mit Schrift-Vergleiche (auf Grundlage von Treasury of Scripture Knowledge[1])
- Wortstudien anhand der Strong's-Nummern von James Strong, wodurch der Grundtext (hebräisch, griechisch) auch Laien nahegebracht wird.
- Suchergebnisse können in Verslisten gespeichert und bearbeitet werden.
- Synchrone Anzeige von Bibeltext und Kommentar
- Anlegen eigener Kommentare zu Bibelstellen
- Setzen von Lesezeichen
- Farbliches Anstreichsystem
- Lexika / Wörterbücher
- Bücher verschiedener Kategorien: Predigten, theologische Abhandlungen, Karten, persönliche Andacht usw.
- Export-/Importfunktion
- Astronomischer Kalender zur Ermittlung astronomischer Phänomene wie Sonnenfinsternissen, Neu- und Vollmond u. v. a.
- Compiler zur Erstellung eigener Module (nur Windows-Version)

## Übersetzungen
Das Online-Bibel-Programm gibt es in den Sprachen Afrikaans, Dänisch, Deutsch, Englisch, Französisch, Niederländisch, Polnisch, Russisch, Schwedisch, Spanisch, Tschechisch.
Bibelübersetzungen sind in folgenden Sprachen erhältlich (kein Anspruch auf Vollständigkeit): Afrikaans, Albanisch, Arabisch, Chamorro, Chinesisch, Dänisch, Deutsch, Englisch, Ecuadorianisch, Finnisch, Französisch, Griechisch (modern und Grundtexte), Hebräisch (Grundtext), Italienisch, Koreanisch, Latein, Maori, Niederländisch, Norwegisch, Philippinisch, Polnisch, Portugiesisch, Rumänisch, Russisch, Schwedisch, Spanisch, Swahili, Thai, Tschechisch, Türkisch, Ukrainisch, Ungarisch, Vietnamesisch.

## Betriebssysteme
Die Online-Bibel gibt es für folgende Betriebssysteme:
- Microsoft Windows für alle Plattformen
- Pocket PC/PDA, Handheld PC mit Windows Mobile
- Apple iOS für iPhone, und iPad
- Apple macOS
- Android für Smartphones und Tablet Computer
- Rechner mit Ubuntu, auf dem eine der neuesten Versionen von Wine installiert ist (wird nicht mehr weiterentwickelt)
- MS-DOS (wird nicht mehr weiterentwickelt)